# Duomo
Duomo – stacja przesiadkowa mediolańskiego metra między liniami M1 oraz M3. Znajduje się na piazzale Duomo w Mediolanie. Stacja M1 zlokalizowana jest pomiędzy przystankami San Babila i Cordusio, natomiast stacja M3 między przystankami Montenapoleone oraz Missori. Starszą część otwarto w 1964 roku, nowszą - w 1990 roku.